# Руденок, Яков Фёдорович
Я́ков Фёдорович Рудено́к (1915—1992) — майор Советской Армии, участник советско-финской войны, Герой Советского Союза (1940).

## Биография
Яков Руденок родился 12 мая 1915 года в селе Михайло-Коцюбинское (ныне — посёлок в Черниговском районе Черниговской области Украины). После окончания семи классов школы работал в сельском хозяйстве. В 1937 году Руденок был призван на службу в Рабоче-крестьянскую Красную Армию. Окончил полковую школу. Участвовал в боях советско-финской войны, будучи командиром танкового взвода 405-го отдельного танкового батальона 7-й стрелковой дивизии 7-й армии Северо-Западного фронта.
22 февраля 1940 года взвод Руденка в бою уничтожил несколько вражеских огневых точек. В том бою Руденок получил ранение, но продолжал сражаться. 6 марта 1940 года в бою под Выборгом, когда танк Руденка был подбит, ему удалось организовать круговую оборону до наступления темноты, а затем вернуться в расположение своей части.
Указом Президиума Верховного Совета СССР от 21 марта 1940 года за «образцовое выполнение боевых заданий командования на фронте борьбы с финской белогвардейщиной и проявленные при этом отвагу и геройство» младший комвзвод Яков Руденок был удостоен высокого звания Героя Советского Союза с вручением ордена Ленина и медали «Золотая Звезда» за номером 486.
В 1941 году Руденок окончил Харьковское танковое училище, в 1949 году — Ленинградскую высшую офицерскую бронетанковую школу. В 1961 году в звании майора он был уволен в запас. Проживал и работал в Чернигове. Скончался 16 апреля 1992 года, похоронен на Яцевском кладбище Чернигова.
Был также награждён орденами Отечественной войны 1-й степени и Красной Звезды, рядом медалей.